# 석동중학교
석동중학교(石洞中學校)는 대한민국 경상남도 창원시 진해구 석동에 있는 공립 중학교이다.

## 학교 연혁
- 2005년 1월 12일 : 석동중학교 36학급 인가
- 2005년 3월 1일 : 석동중학교 개교
- 2005년 3월 4일 : 제1회 입학식(12학급 남 245명, 여 175명 계 420명)
- 2023년 1월 4일 : 제16회 졸업식(남 141명, 여 170명 계 311명, 총 졸업생수 5928명)
- 2023년 3월 2일 : 제19회 입학식(남 173명, 여 140명 계 313명)
- 2023년 9월 1일 : 제9대 교장 강분순 취임

## 참고 자료
- 석동중학교 - 한국교육학술정보원 학교알리미